# Хельвиг Гольштейнская
Хельвиг Гольштейнская (нем. Helvig von Holstein, швед. Helvig av Holstein, род. ок. 1257 года, Итцехо — ум. между 1324 и 1326 годами Вестманланд) — представительница гольштейнского феодального рода Шауэнбург, в замужестве — королева Швеции (1276—1290).

## Биография
Хельвиг была дочерью Герхарда I (1232—1290), графа Гольштейн-Итцехо и его супруги Елизаветы Мекленбургской (ум. ок. 1280). 11 ноября 1276 года в Кальмаре Хельвиг вступила в брак со шведским королём Магнусом I (1240—1290), коронованным годом ранее. Во время празднований вспыхнул сильный пожар, уничтоживший почти весь город. 29 июля 1281 года Хельвиг была официально коронована, став первой коронованной женой монарха в истории Швеции. В годы своего правления она служила в Швеции образцовым примером королевы и матери, однако политически мало влияла на жизнь страны.
После смерти своего мужа Хельвиг переселилась в имение Довё близ Мункторпа в Вестманланде, которое было даровано ей королём при вступлении в брак. Королева прожила там дольше, чем все её сыновья, враждовавшие друг с другом в борьбе за власть в стране. Скончалась она в Довё между мартом 1324 и февралём 1326 года и была похоронена в Стокгольме в Риддархольмской церкви рядом со своим мужем и дочерью Рикицей.

## Дети
У Магнуса и Хельвиг родились шестеро детей:
1. Эрик Магнуссон (1277—1279)
2. Ингеборга Магнусдоттер (1277/1279-1319), замужем за датским королём Эриком VI (1274—1319)
3. Биргер Магнуссон (1280—1321), король Швеции
4. Эрик Магнуссон, герцог Сёдерманландский (1282—1318)
5. Вальдемар Магнуссон (ок. 1280—1318), герцог Финляндский
6. Рикица Магнусдоттер (1285/1287-1347/1348), аббатиса монастыря св. Клары в Стокгольме.